# MotorStorm2 〜モーターストーム2〜
『MotorStorm2 〜モーターストーム2〜』（モーターストーム ツー）は、ソニー・コンピュータエンタテインメントが2008年11月20日に日本で発売したプレイステーション3用のレースゲーム。開発はイギリスのEvolution Studios。

## 概要
「MotorStorm 〜モーターストーム〜」の続編となる作品。今回の舞台は前作とは異なる、亜熱帯アイランド。
収録しているコースは、ハードな全16コース（前作の倍）で、海の攻略が鍵となるビーチや、深い緑に覆われた大自然の中を走り抜けるジャングル、危険なマグマが流れる火山などが収録されている。
登場するマシンは、バイク、バギー、レーシングトラックなどパワーや特長の異なるものや、新たにシリーズ最大級のサイズを誇る「モンスタートラック」が登場し、さらにバリエーションも300台以上となっている。
世界中のプレイヤーと対戦ができる「オンライン対戦」では、最大12人でレースが可能。また、同レベルのプレイヤー同士で遊べる「自動マッチング機能」も搭載され、初心者から上級者まで対戦を楽しむことができる。さらにボイスチャットにも対応した。「オフライン対戦」では、画面分割により、最大4人で対戦を楽しむことができる。

## 自動車学校
発売と同時にサンダースが教官の"モーターストーム自動車学校"が設立された。サンダース教官の指導は厳しいものであり、教官に服を破られた人もいた、現在は営業していない。

## 3D対応版
下記の方法でのみ、入手可能となっている。現在、日本語化されているのは、「MotorStorm2 3D体験版 BRAVIA」のみとなっている。
正式版（全10コース）
- ネットにて、北米PSストアより有償配信されている「MotorStorm 3D Rift」を購入。価格は$9.99（2010年10月12日時点）。

体験版（1コースのみ）
1. 特販キャンペーンで「MotorStorm2 3D体験版 BRAVIA」が付属されているソニー製液晶テレビ「BRAVIA」を購入。
2. ネットにて、北米PSストアより無償配信されている「MotorStorm Pacific Rift Demo」を入手。